# 刀世勋

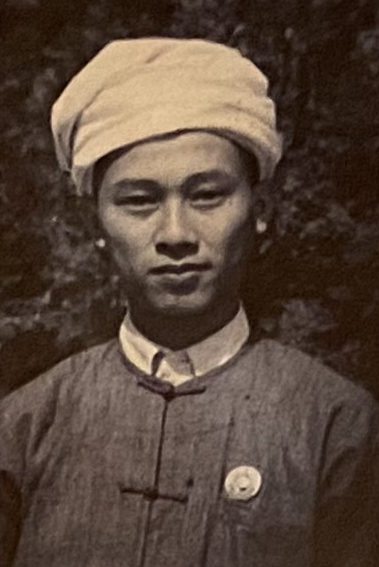
刀世勋青年时期

刀世勋（1928年—2017年10月1日），傣名召孟罕勒（เจ้าหม่อมคำลือ，全称召勐西莉苏宛纳罕勒，เจ้าหม่อมศิริสุวรรณคำลือ），云南景洪人，傣族，西双版纳末世召片领、车里宣慰使，傣语研究专家。

## 生平

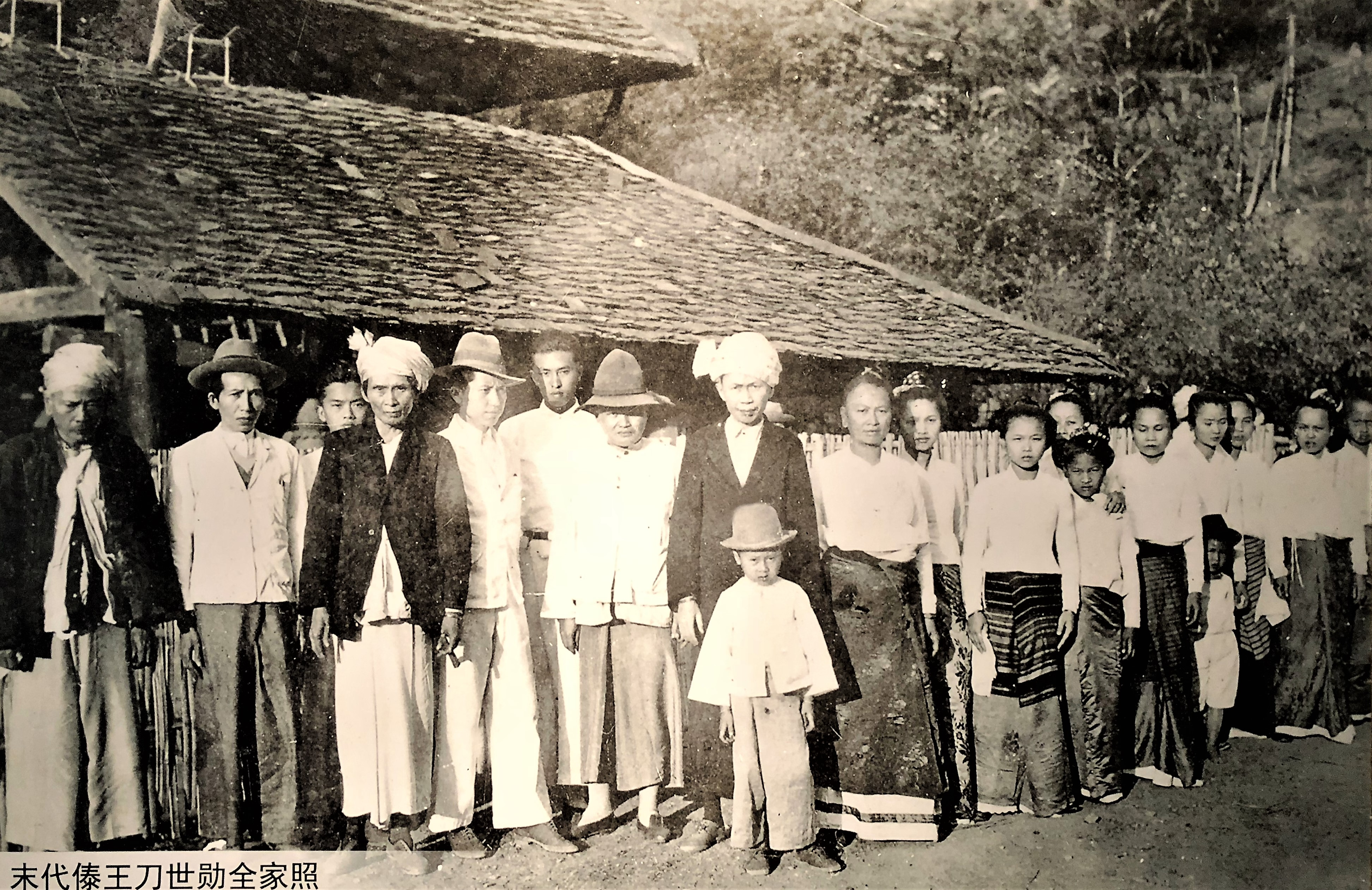
刀世勋全家照

刀世勋是第四十三世召片领刀栋梁之嗣子，其六弟刀栋庭之子。1942年，国民政府军事委员会送15岁的刀世勋前往重庆中正中学读书。次年6月，刀栋梁因病逝世。車里宣慰使司议事庭遂向国民政府上报，国民政府派军用飞机送刀世勋回到西双版纳继位。1944年2月，云南省政府主席龙云在昆明行营名义正式委任刀世勋为車里宣慰使司宣慰使。议事庭遂为其举行了召片领就职典礼。此后刀世勋回到重庆读书，召片领由其二伯刀栋刚代理。抗日战争结束后，刀世勋跟随中正中学迁回南京继续就读。1947年他回乡探亲，议事庭为他举行了第二次继位议式。1948年，他前往昆明，就读于云南大学社会系先修班。
中华人民共和国成立后，刀世勋报名参加了滇北地方工作团第四武装工作队。后来他加入了中国新民主主义青年团，并出任富民县人民银行政治指导员、团小组长。1950年高考中，他考入了云南大学社会系。同年，他还和原议事庭庭长、表妹夫召存信一同作为西双版纳首席代表，前往北京参加了国庆观礼。1951年9月，他正式进入云南大学就读，攻读少数民族语言学专业。期间，他与女友徐菊芬成婚。徐菊芬是云南祥云县人，父亲为当地开明士绅，二叔徐继祖则为原云南省参议会议长。1954年，刀世勋携妻前往北京，进入中国科学院语言研究所从事傣语研究，师从著名语言学家傅懋绩。1960年代，他回到云南，任职于云南省少数民族语言指导委员会，继续傣语的研究工作。文化大革命爆发后，他被打为“反动学术权威”、“反动土司”，押回西双版纳批斗。后来，他与父亲刀栋庭、舅舅刀福汉一同在景谷农村插队落户。
文革结束后，刀世勋与妻子一同进入云南民族学院民族研究所工作。他先后出任副研究员、研究员、所长等职，并主编了《西双版纳傣汉词典》。1985年起，出任云南省政协副主席。此外，他还是第六至九届全国政协委员。
2017年10月1日，刀世勋在云南昆明逝世，享壽89岁。